# Jaromír Jágr
Jaromír Jágr (Kladno, 15. veljače 1972.), češki hokejaš na ledu.
Rođen je u Kladnu u tadašnjoj Čehoslovačkoj i od malena je imao san da postane najbolji hokejaš na svijetu. Prve hokejaške utakmice igrao je za PZ Kladno. Za Kladno je odigrao 90 utakmica i postigao 70 golova. Bio je velik potencijal, a imao je samo 18 godina kada je izabran za nacionalnu vrstu da igra na Svjetskom hokejaškom prvenstvu u Švicarskoj 1990. godine.
Njegov idol, još od Svjetskog prvenstva u Pragu 1985. godine, bio je Mario Lemieux. Dobio je priliku da zaigra s njim u ekipi kada je iste godine izabran kao peti izbor Pittsburgh Penguinsa. Prvu godine igranja u NHL-u bio je odličan. Postigao je 27 golova i imao 30 asistencija. U Penguinsima je igrao 10 godina, a s njima je osvojio 2 Stanleyjeva kupa: 1991. i 1992. godine.
Od 1995. do 1997., te 2001. godine osvojio je Art Ross Trophy, trofej koji se osvaja za igrača s najvećim brojem postignutih poena u ligi.
1999. godine izabran je za najboljeg igrača lige.
S Češkom hokejaškom reprezentacijom osvojio je zlatnu medalju na Olimpijskim igrama u Naganu 1998. godine i brončanu medalju Olimpijskim igrama u Torinu 2006. godine. Vlasnik je i zlatne medalje sa Svjetskog prvenstva iz Austrije 2005. godine.
2003. godine prelazi u New York Rangerse. Sezone 2004./2005 igra za HC Rabat Kladno jer te sezone nije igrana američka liga. Sezonu poslije vraća se u New York gdje nastavlja uspješnu karijeru.

## Uspjesi
- 2 Stanleyjeva kupa (1991. i 1992.)
- 1 Hart Memorial Trophy (1999.)
- 5 Art Ross Trophy (1995., 1998., 1999., 2000., 2001.)
- 3 puta Lester B. Pearson Award (1999., 2000., 2006.)
- 7 puta izabran u All-Star tim (1996., 1998. – 2002., 2006.)
- 3 puta izabran u drugu postavu All-Star tima (1994., 1997., 2003.)
- Zlatna olimpijska medalja (1998.)
- Zlatna medalja sa svjetskog prvenstva (2005.)
- Brončana olimpijska medalja (2006.)
- Zlatna medalja sa svjetskog prvenstva (2010.)

## Klubovi
- 1990/1991 - 1993/1994 Pittsburgh Penguins
- 1994/1995 HC Kladno, Pittsburgh Penguins, Bolzano HC, EHC Schalke
- 1995/1996 - 2000/2001 Pittsburgh Penguins
- 2001/2002 - 2003/2004 Washington Capitals
- 2003/2004 New York Rangers
- 2004/2005 HC Rabat Kladno, Avangard Omsk
- 2005/2006 New York Rangers
- 2006/2007 New York Rangers
- 2007/2008 New York Rangers
- 2008/2009 Avangard Omsk (KHL)
- 2009/2010 Avangard Omsk
- 2010/2011 Avangard Omsk

## Vanjske poveznice
- Službena stranica  Arhivirana inačica izvorne stranice od 28. rujna 2007. (Wayback Machine)
- Statistika sa NHL.com